# Вільгельміна (королева Нідерландів)
Вільгельміна Гелена Пауліна Марія (нід. Wilhelmina Helena Pauline Marie, нід. вимова: [ʋɪlɦɛlˈminaː] ( прослухати); 31 серпня 1880, Гаага, Нідерланди — 28 листопада 1962, Апелдорн, Нідерланди) — королева Нідерландів з 1890 року до зречення у 1948. Вона правила майже 58 років, що робить її правління найдовшим серед нідерландських монархів, а також найдовшим серед жінок у світі поза Великою Британією. Вона правила державою під час Першої світової, Великої депресії, Другої світової. Залишається популярною в Нідерландах, зокрема бо є символом нідерландського Опору.

## Життєпис
Вільгельміна народилася 31 серпня 1880 року. Була єдиною дитиною короля Віллема III від другого шлюбу з Еммою Вальдек-Пірмонтською. На час її народження Віллемові III вже було 63 роки. У дитинстві Вільгельміна була дуже прихильна до батька. Від першого шлюбу з Софією Вюртемберзькою король мав трьох синів, проте до моменту народження Вільгельміни живим залишався тільки один з них — Олександр. Він помер у 1884 році, коли Вільгельміні було чотири роки. Тож вона стала спадкоємицею престолу.
Віллем помер 23 листопада 1890 року. Після смерті батька 10-річна Вільгельміна вступила на престол, проте до її повноліття її мати Ема була за регентку. На той час Віллем III був не лише королем Нідерландів, а й великим герцогом Люксембурга. Так як люксембурзький престол тоді передавався по салічному закону, Вільгельміна успадкувала від батька тільки нідерландський престол, а персональна унія між Нідерландами та Люксембургом закінчилася. Великим герцогом Люксембурзьким став Адольф Нассауський.
Коронація відбулася 6 серпня 1898 року в Новій церкві в Амстердамі.
7 лютого 1901 року одружилася з Генріхом Мекленбург-Шверінським. Шлюб зрештою виявився нещасливим, проте після трьох викиднів Вільгельміна народила доньку Юліану. Юліана була близькою до матері, яка пережила ще два викидні.
Незадовго до Першої світової війни Вільгельміна відвідала німецького імператора Вільгельма II. Під час візиту Вільгельм щоб враження на правительку невеликої держави сказав: «Мої гвардійці сім футів на зріст, а ваші їм лише по плечі». Королева на це ввічливо посміхнулася й відповіла: «Чиста правда, ваша величносте, ваші гвардійці сім футів на зріст. Але коли ми відкриємо наші дамби, води буде на десять футів!». Вона ставилася обачно до можливого нападу німців, частково завдяки її впливу Нідерланди залишилися нейтральними у війні. Після війни кайзер Вільгельм отримав притулок в Нідерландах.
Вільгеміна мала хороше розуміння бізнесу. Завдяки вкладам в Сполучених Штатах вона стала найбагатшою жінкою у світі та першою жінкою серед доларових мільярдерів. Протягом двадцятих-тридцятих років Нідерланди почали ставати індустріальною силою завдяки її фінансуванню. В цей час реалізовано проєкт Зейдерзе. У 1939 році Нідерланди створили для біженців з нацистської Німеччини табір Вестерборк.
У світі Вільгельміна відома передусім завдяки її ролі в Другій світовій війні. Королева до самого кінця сподівалася уникнути участі у війні. Проте 10 травня 1940 року Третій Рейх вторгся в її державу й захопив її. Королева покинула країну на HMS Hereward (H93), який надіслав Георг VI, та очолила уряд у вигнанні, відмовлялася від переговорів з нацистами, часто виступала на Радіо Оранж для свого народу; її ім'я стало синонімом нідерландського Опору. 1942 року відвідала США та виступила перед конгресом.
Повернулася у звільнені Нідерланди 1945 року. Проводила подорожі країною для підбадьорення людей, іноді використовувала для цього велосипед замість авто. За її правління також відбулася війна за незалежність Індонезії.
4 вересня 1948 після 57 років та 286 днів правління Вільгельміна зреклася престолу на користь дочки Юліани. Це рішення було спричинено похилим віком та погіршеним здоров'ям королеви, а також розчаруванням в поверненні довоєнних політиків та втрати Індонезії. Після того, як Вільгельміна залишила престол, вплив королівської родини почав знижуватись, проте звичайні громадяни Нідерландів продовжували любити та поважати королівську родину. Зрікшись престолу, мала титул принцеси.
Знову подорожувала щоб надати людям духу під час повіді у Північноморському басейні 1953 року.
Наприкінці життя вона написала автобіографію під назвою Eenzaam, maar niet alleen (укр. Самотня, але не одинока), де вона розповіла про деякі події свого життя.
Померла у віці 82 років у палаці Гет-Лоо 28 листопада 1962 та похована 8 грудня того ж року.

## Сім'я
У 1901 одружилася із герцогом Генріхом Мекленбург-Шверінським. Від цього шлюбу в неї народилась одна дитина — дочка Юліана.